# Олайтан, Майкл
Майкл Олайтан Ойене (англ. Michael Olaitan Oyeneye; родился 1 января 1993, Джос, Нигерия) — нигерийский футболист, нападающий грузинского клуба «Самтредиа».

## Клубная карьера
Олайтан — воспитанник клуба «Михти Джетс». В начале 2011 года он перешёл в греческую «Верию». 4 апреля в матче против «Диагораса» он дебютировал во втором дивизионе Греции. 7 ноября в поединке против «Панахаики» Майкл забил свой первый гол за «Верию». Летом 2012 года Олайтан помог клубу выйти в высшую лигу. 26 августа в поединке против «Олимпиакоса» он дебютировал в греческой Суперлиге.
Летом 2013 года Олайтан перешёл в «Олимпиакос». 1 сентября в матче против «Левадиакоса» он дебютировал за команду из Пирея. 1 декабря в поединке против «Эрготелиса» Майкл забил свой первый гол. В 2014 году Олайтан помог команде выиграть чемпионат Греции.
В начале 2015 года Майкл на правах аренды перешёл в «Эрготелис». 4 февраля в матче против «Панетоликоса» он дебютировал за новый клуб. 18 февраля в поединке против «Паниониса» Олайтан забил свой первый гол за новую команду. Летом того же года Майкл на правах аренды перешёл в нидерландский «Твенте». 15 августа в матче против «АДО Ден Хааг» он дебютировал в Эредивизи.
В начале 2016 года Олайтан перешёл в бельгийский клуб «Кортрейк» на правах аренды.

## Международная карьера
В 2013 году Олайтан в составе молодёжной сборной Нигерии принял участие в молодёжном Чемпионате мира в Турции. На турнире он сыграл в матчах против команд Уругвая, Кубы, Южной Кореи и Португалии.

## Достижения
Командные
 «Олимпиакос»
- Чемпионат Греции по футболу — 2013/14